# 中洲村 (長野県)
中洲村（なかすむら）は長野県諏訪郡にあった村。概ね現在の諏訪市大字中洲にあたる。

## 地理
- 河川：上川、宮川

## 歴史

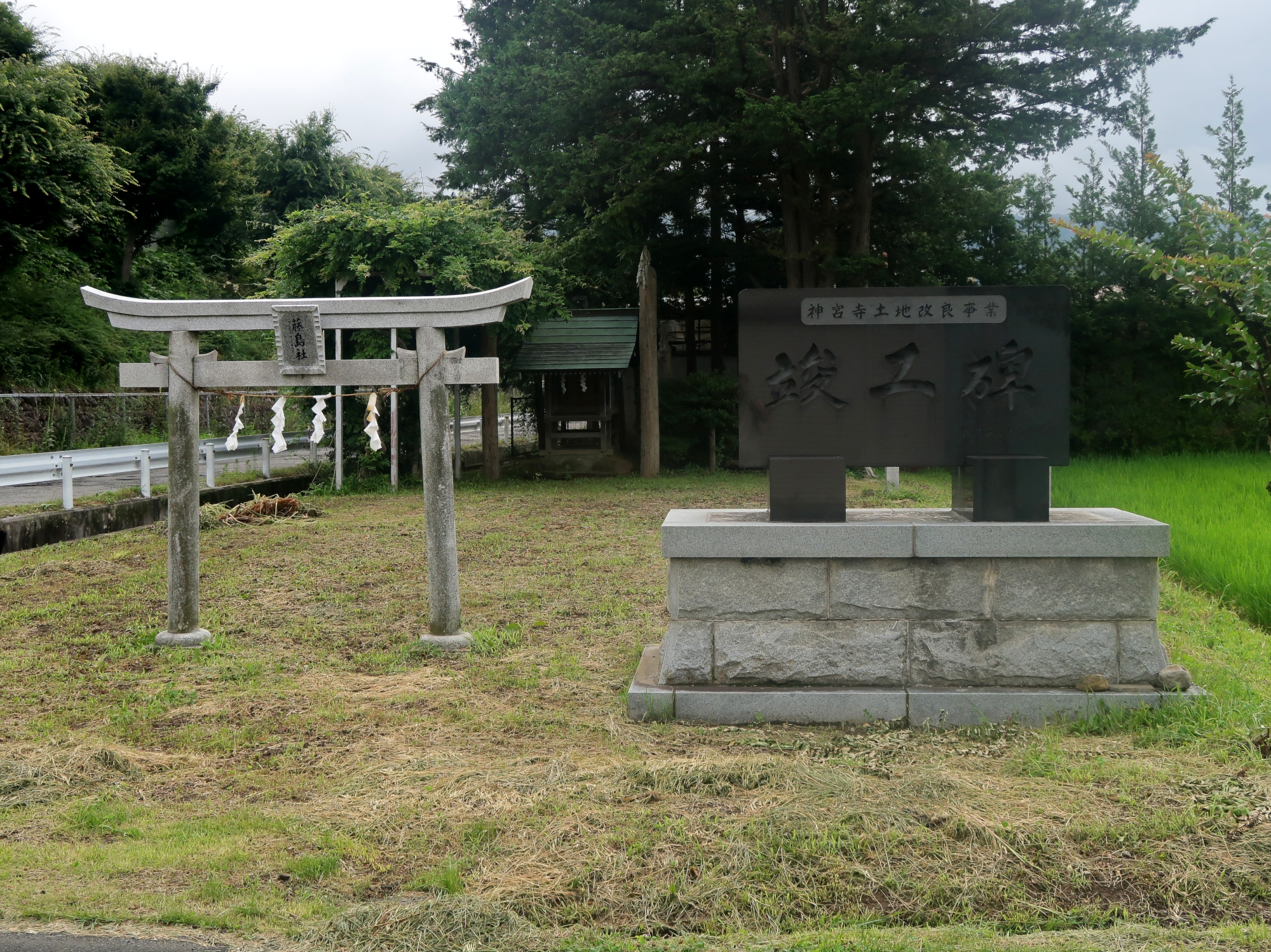
諏訪市藤島社(2018年)

- 1873年（明治7年）10月22日 - 筑摩県諏訪郡神宮寺村・上金子村・中金子村・下金子村・福島村が合併して中洲村となる。
- 1876年（明治9年）8月21日 - 長野県の所属となる。
- 1889年（明治22年）4月1日 - 町村制の施行により、中洲村が単独で自治体を形成。
- 1955年（昭和30年）4月1日 - 諏訪市に編入。同日中洲村廃止。

## 交通

### 道路
現在は旧村域に中央自動車道の諏訪インターチェンジが所在するが、中洲村が存在した当時には未開通。